# Tomáš Kraus (právník)
Tomáš Kraus (* 19. března 1954 Praha) je ředitel Institutu Terezínské iniciativy a zástupcem Amerického židovského výboru (American Jewish Committe) pro ČR. V letech 1991–2022 byl tajemníkem Federace židovských obcí v ČR. V této funkci vybudoval novou infrastrukturu celé organizace. Zabýval se otázkami restitucí židovského majetku a odškodnění obětí holocaustu, a to jak na vnitropolitické, tak na mezinárodní úrovni. 
Po pádu komunistického režimu se významnou měrou podílel na revitalizaci české židovské komunity a jejího odkazu jako jedna z jejích předních osobností. V roce 2025 byl oceněn Zlatým čestným vyznamenáním za zásluhy o Rakouskou republiku za prohlubování spolupráce mezi Českou republikou a Rakouskem.

## Život
Narodil se roku 1954 v Praze rodičům přeživším holokaust. Od mládí se angažuje v pražské židovské obci. Jeho otcem byl český novinář, spisovatel a člen protinacistického odboje František R. Kraus.
V době středoškolského studia se Kraus věnoval práci v kulturním životě Prahy, působil zejména v Jazzové sekci Svazu hudebníků. Zajišťoval produkci hudebních festivalů (kupříkladu Pražských jazzových dnů) a přispíval články a recenzemi do Jazz Bulletinu a dalších časopisů (kupříkladu kniha o Johnu Lennonovi). V letech 1975–1979 studoval Právnickou fakultu Univerzity Karlovy v Praze.
Po promoci pracoval v zahraničním oddělení podniku Supraphon, od roku 1984 jako vedoucí oddělení Music Video. V roce 1985 přešel do společnosti ART CENTRUM, kde nejprve spolupracoval na projektu EXPO 86. Později působil jako asistent generálního ředitele, a nakonec coby vedoucí obchodního oddělení zabývajícího se audiovizuálními prezentacemi, reklamou, výstavami a architekturou.
V rámci tzv. Akce Pavouk, což byl krycí název pro sledování židovského obyvatelstva v ČSSR složkami StB v období normalizace a jejímž cílem bylo omezení židovského náboženského a kulturního života za pomoci policejní šikany, zastrašování a represe, se od roku 1977 ve složkách objevuje i Kraus, jehož StB dlouhodobě sledovala a nakonec evidovala v archivu bezpečnostních složek jakožto agenta pod krycím jménem Němec. V listopadu 1988 však byla „spolupráce“ díky jeho pasivní rezistenci ukončena a jeho svazek byl archivován.
V letech 1991–2022 vykonával funkci tajemníka Federace židovských obcí, kde se významně zasadil o navrácení konfiskovaného židovského majetku v období nacismu i komunismu.
Je emeritním viceprezidentem Světového a Evropského židovského kongresu. Založil Centrum pro dokumentaci majetkových převodů kulturních statků obětí II. světové války, kde je předsedou správní rady, Aktivně se podílel také na vzniku Česko-německé deklarace a je zakladatelem a dlouholetým členem Diskusního fóra Česko-německého fondu budoucnosti.
Vyučoval židovská studia a historii holocaustu v českých pobočkách New York University, Western Michigan University a dalších.
V roce 2025 byl rakouským prezidentem Alexanderem Van der Bellenem oceněn Zlatým čestným vyznamenáním za zásluhy o Rakouskou republiku za svou neúnavnou práci na propojování a prohlubování mezinárodní spolupráce mezi Českou republikou a Rakouskem, včetně jeho celoživotního úsilí o odškodňování rakouských obětí šoa a uchovávání památky rozsáhlé rakouské židovské komunity před druhou světovou válkou.
Byl a je mimo jiné:
- zakladatelem Společnost židovské kultury (1991)
- iniciátor a spoluautor znění zákona 212/2000 Sb. o zmírnění některých majetkových křivd způsobených holocaustem
- iniciátor vzniku Nadačního fondu obětem holocaustu[9]
- Iniciátor konference Holocaust Era Assets v rámci předsednictví ČR Rady EU v roce 2009[10]
- Iniciátor a spoluautor Terezínské deklarace
- Spoluautor původního návrhu Definice antisemitismu (2005)[11]
- zakladatelem Evropského institutu odkazu šoa (působící do r. 2017)
- organizátor projektu Winton Train
- zakladatel společnosti Památník rozloučení
- spoluzakladatelem České rady pro oběti nacismu (působící do 2009)
- Společnost křesťanů a židů (v několika volebních obdobích předseda a místopředseda)
- zakladatel projektu Památník ticha[12]
- předseda Garanční rady Památníku ticha, předseda Dozorčí rady Památníku Šoa (Bubny)
- člen Mezinárodní rady Státního muzea Auschwitz v Polsku
- zakladatel a dlouholetý prezident B'nai B'rith Renaissance
- zakladatel Defiant Requiem Foundation[13]
- zakladatel Institutu terezínských skladatelů[14]
- zakladatel a iniciátor festivalu Věčná naděje[15]
- spoluzakladatel projektu Arks Foundation (záchrana textilní továrny rodiny Löw-Beerů, známá z příběhu Oskara Schindlera)[16]
- iniciátor projektu Musica Non Grata (Státní opera)[17]
- Společnost Franze Kafky, viceprezident
- Institut Terezínské iniciativy, ředitel

Je zároveň publicistou, přispíval články a recenzemi do hudebních časopisů, je kmenovým autorem měsíčníku Federace židovských obcí Roš Chodeš a je pravidelným hostem publicistických pořadů Českého rozhlasu a dalších rozhlasových a televizních stanic. Pravidelně se vyjadřuje do médií v otázkách židovské identity, antisemitismu či Izraele.
Jeho starším bratrem byl český textař a producent Ronald Kraus a vzdáleným příbuzným Moric Kraus. Má tři děti – Davida, Noemi a Daniela.